# Joanna Russ
Joanna Russ (Nueva York, 22 de febrero de 1937 – Tucson, 29 de abril de 2011) fue una escritora, académica y feminista radical estadounidense. Es la autora de varias obras de ciencia ficción, fantasía y crítica literaria feminista como How to Suppress Women's Writing. Su obra más célebre es El hombre hembra, una novela que combina sátira y ficción utópica, que puede leerse como novela, así como en su calidad de texto teórico.

## Formación e inicios
Joanna Russ nació en El Bronx, en la ciudad de Nueva York[1]. Sus padres, Evarett I. y Bertha (nacida Zinner) Russ, fueron ambos profesores. Comienza a escribir ficción en una edad muy temprana. A través de los años, llena incontables libretas con historias, poemas, cómics e ilustraciones, a menudo encuadernadas a mano.
Siendo estudiante del último año en el Instituto William Howard Taft, Russ fue seleccionada entre los primeros diez puestos del Westinghouse Science Talent Search. Se gradúa en la Universidad Cornell, donde estudia con Vladimir Nabokov [5] en 1957, y recibe un Máster en Bellas Artes en la Yale Drama School en 1960. Después de enseñar en varias universidades, incluyendo Cornell, pasa a ser profesora de tiempo completo en la Universidad de Washington.

## Obras de ciencia ficción y otros trabajos
Russ se hizo conocida en el mundo de la ciencia ficción hacia finales de la década de 1960, en particular por su nominada novela Pícnic en Paraíso. En aquel momento, la ciencia ficción se veía dominada por autores que escribían para una audiencia predominantemente masculina, pero las mujeres empezaban a introducirse de forma creciente en el campo. Russ, abiertamente lesbiana,[9] fue una de las autoras en desafiar francamente la dominación masculina del campo, y es generalmente considerada una de las principales escritoras y académicas de la ciencia ficción feminista. Fue también una de las primeras escritoras de ficción en tomar el slash (género del fanfiction de temática homosexual) y sus implicaciones culturales y literarias seriamente. En el curso de su vida,  publicó más de cincuenta cuentos. Russ fue asociada con la Nueva Ola de la ciencia ficción norteamericana.
Además de su trabajo como escritora de ficción en prosa, Russ fue también dramaturga, ensayista, y autora de obras de no ficción, generalmente de crítica literaria y teoría feminista, incluyendo la colección de ensayos Magic Mommas, Trembling Sisters, Puritans & Perverts; How to Suppress Women's Writing; y el libro de estudios de largo plazo sobre feminismo moderno,  What Are We Fighting For? Sus ensayos y artículos han sido publicados en Women's Studies Quarterly, Signs, Frontiers: A Journal of Women Studies, Science Fiction Studies, y College English. Russ se describía como una feminista socialista, expresando admiración particular por el trabajo y teorías de Clara Fraser y su Freedom Socialist Party. Tanto la ficción como la no ficción eran para Russ modos de teoría comprometida con el mundo real; en particular, El hombre hembra puede ser leído como texto teórico tanto como obra narrativa.  El cuento, When It Changed, el cual se deriva de la novela, explora los constreñimientos de género y se pregunta si el género es necesario en una sociedad.
La escritura de Russ se caracteriza por intercalar rabia con humor e ironía. James Tiptree Jr, en una carta a la autora, escribió: "¿imaginas que cualquiera con media neurona funcional puede leer tu trabajo y no tener sus dedos ahumados por las múltiples capas de amarga rabia que hay en él? Huele y arde como un volcán mortífero sepultado por mucho tiempo, del que está empezando a preguntarse si pueda explotar." En una carta a Susan Koppelman, Russ pregunta sobre una joven crítica feminista "dónde es su rabia?" Y añade "pienso que de ahora en adelante, no confiaré en nadie que no esté enojado."[13]
Por casi 15 años fue una influyente (aunque intermitente) columnista para The Magazine of Fantasy & Science Fiction. Aunque por entonces ya no era una integrante activa del fandom de la ciencia ficción, en 2006 fue entrevistada por teléfono durante la Wiscon (convención de ciencia ficción feminista que tiene lugar en Madison, Wisconsin) por su amigo y miembro de la misma generación, Samuel R. Delany.
Su primer cuento de ciencia ficción fue "Nor Custom Stale" en The Magazine of Fantasy & Science Fiction (1959). Entre sus cuentos notables se incluyen: "Almas" (1982), ganador del Premio Hugo y finalista del Premio Nébula; "Cuando cambió" (1972) ganador de premios Nébula y Tiptree; "La Segunda Inquisición" (1970), “El mendigo”(1971), “Los extraordinarios viajes de Amélie Bertrand” (1979), y “El misterio de un joven caballero” (1982). Sus obras han sido nominadas nueve veces al Premio Nébula y tres al Hugo. Su trabajo académico en torno a estudios de género en la ciencia ficción fue reconocido con un Premio Pilgrim en 1988. Su cuento "La autobiografía de mi madre" fue uno de los galardonados en 1977 por el Premio O. Henry.
Típicamente considerada una autora de ciencia ficción, sus escritos sobre pornografía y sus importantes contribuciones al pensamiento feminista acerca de la pornografía y la sexualidad son a menudo pasados por alto. Escribió varios ensayos influyentes en estos temas, incluyendo "Pornography by Women, for Women, with Love" (1985), "Pornography and the Doubleness of Sex for Women", y "Being Against Pornography", los cuales pueden ser encontrados en sus archivos localizados en las colecciones especiales de la Universidad de Oregón.[cita requerida]
Estos ensayos incluyen descripciones muy detalladas de sus opiniones sobre pornografía y sobre cuán influyente fue para el pensamiento feminista a fines de la década de los 80 y principios de los 90. Específicamente, en "Being Against Pornography", entiende a la pornografía como un asunto feminista. Considera a la pornografía como la esencia de mal en sociedad, definiéndola: "una monolítica, fácilmente reconocible y singular esencia malvada; y al mismo tiempo, una explícita fantasía sexual comercialmente disponible." Su abordaje de la pornografía abarca una gama de asuntos feministas, desde la sexualidad de las mujeres en general, hasta cómo el porno impide a las mujeres expresar libremente su sexualidad, tal como lo pueden hacer los hombres. Russ creía que las activistas anti-pornografía no tomaban en cuenta cómo las mujeres experimentaban la pornografía creada por hombres, un tema que se aborda en "Being Against Pornography", así como en múltiples ensayos publicados e inéditos.

## Reputación y legado
Su trabajo es ampliamente enseñado en cursos sobre ciencia ficción y feminismo en el mundo angloparlante. Russ es el tema del libro de Farah Mendlesohn On Joanna Russ y del libro de Jeanne Cortiel Demand My Writing: Joanna Russ, Feminism, Science Fiction. Russ y su trabajo son destacados en el libro de Sarah LeFanu Chinks in the World Machine: Feminism and Science Fiction (1988). Fue nominada al Salón de la Fama de la Ciencia Ficción 2013.

## Crítica
Los tardíos 60 y la década de 1970 marcan el inicio de los estudios académicos en torno a la ciencia ficción feminista —un campo de investigación que fue prácticamente creado por Russ, quién contribuyó con muchos ensayos aparecidos en revistas como College English y Science Fiction Studies. También contribuyó con 25 reseñas en The Magazine of Fantasy & Science Fiction, cubriendo más de 100 libros de todos los géneros. En su artículo que "Learning the 'Prophet Business': The Merril-Russ Intersection", Newell y Tallentire describieron a Russ como una "inteligente y tenaz revisora que rutinariamente moderó la dura crítica con el tipo de elogio que entregó a Judith Merril", quién a su vez fue una de las editores y críticas más importantes de ciencia ficción norteamericana a fines de los 60. Russ fue también descrita como osada, incisiva, y radical, y su escritura fue a menudo caracterizada como acerba y rabiosa.
Russ fue aclamada como una de las más revolucionarias y consumadas escritoras de ciencia ficción. Helen Merrick llegó a considerarla como una figura ineludible en la historia de la ciencia ficción. James Tiptree Jr. comentaba como Russ podría ser una "delicia absoluta" en un momento, hasta que, en otro momento,  "corre y muerde mis tobillos con una oración". Por ejemplo, Russ criticó La mano izquierda de la oscuridad (1969) de Ursula K. Le Guin, que ganó los premios Nébula y Hugo a la mejor novela de ciencia ficción, argumentando que la discriminación de género que permea la ciencia ficción escrita por hombres, se ve frecuentemente en la que es escrita por mujeres. Según Russ, la novela de Le Guin representaba estos estereotipos.
Aun así, Russ era muy consciente de las presiones de escribir para ganarse la vida, siendo ella misma una autora. Russ también sentía que la ciencia ficción da algo a sus lectores que no podía ser adquirido en ningún otro lugar. Sostenía que la ciencia debía ser exacta, y que la seriedad es una virtud . Insistía en las calidades únicas de su género literario escogido, sosteniendo que la ciencia ficción compartía ciertas cualidades con el arte y su flexibilidad en comparación con otras formas de escritura. Russ también estaba interesada en demostrar el potencial único de las escritoras de ciencia ficción. Cuando su carrera avanzó hacia su segunda década, en los años 80,  comienza a preocuparse por los estándares de las reseñas, diciendo una vez que "la tarea más dura del reseñista es definir estándares."
El estilo de reseñas de Russfue caracterizado como agresivo. Fue atacada por lectores debido a sus duras reseñas de Lord Foul's Bane de Stephen R. Donaldson (1977) y The Grey Mane of Morning, de Joy Chant (1977). Organizó los ataques en siete categorías, tomadas directamente del artículo citado:
- No meta la política en sus reseñas. Solo reseñe los libros. "Lo hago," dijo Russ, "cuando los autores mantienen la política fuera de sus libros."
- No prueba lo que dice; solo lo afirma. "No hay ninguna manera de "probar" nada en asuntos estéticos o morales."
- Entonces su opinión es puramente subjetiva. "Podría ser subjetiva, pero no arbitraria. Está basada en toda la formación de un crítico."
- Todo el mundo tiene derecho a su opinión. "La escritura es un oficio también, y pueda ser juzgado. Y algunas opiniones valen mucho más que otras."
- Lo se. Usted es esnob . "La ciencia ficción es un mundo pequeño que a menudo no mira hacia afuera de sus propias fronteras."
- Es usted demasiado cáustica. "La única manera de aliviar el dolor soportado por leer cada línea es expresar las propias opiniones de manera vívida, precisa y compacta."
- No importan todas estas cosas. Sólo dígame qué me gustaría leer. "Bendito seas, qué te hace pensar que lo sé?"

Aun así, se sentía culpable por la crítica extrema y franca. Se disculpó por sus palabras duras sobre The Light That Never Was (1972) de Lloyd Biggle, por decir, "es innecesario golpear a autores que probablemente se están muriendo de hambre, pero los críticos deben ser sinceros."

## Problemas de salud
Hacia el final de su vida publicó poco, en gran parte debido a dolor de espalda y síndrome de fatiga crónica.
El 27 de abril de 2011, se informó que Russ había sido admitida en un hospicio después de padecer una serie de golpes. Samuel R. Delany fue citado diciendo que Russ estaba  "escapando" y que había tenido durante mucho tiempo una orden de "No Resucitar" en archivo. Russ muere temprano por la mañana el 29 de abril de 2011.

## Obras selectas
- How to Suppress Women’s Writing[23]
- El hombre hembra[24]